# Georgie Dann
Georges Mayer Dahan, més conegut pel nom artístic de Georgie Dann, (París, 14 de gener de 1940 - Majadahonda, 3 de novembre de 2021) va ser un cantant francès resident a l'Estat espanyol.

## Biografia
Nascut en una família de músics i artistes, en la infantesa va tenir formació musical. Durant nou anys va estudiar al Conservatori de París i es va convertir en un expert clarinetista, així com també va tocar el saxo i l'acordió. Es va llicenciar en Magisteri.
Va començar la trajectòria artística a França, on va formar part de grups de música pop. L'any 1965 va arribar a l'Estat espanyol per representar el seu país en el Festival del Mediterrani amb la cançó «Tout ce que tu sais» i s'hi va establir. Es va especialitzar en la cançó de l'estiu. El seu primer gran èxit va ser «El casatschok», el 1969. Es va fer molt popular i va tenir un gran èxit en les dècades de 1970 i 1980 amb cançons de tornades encomanadisses i coreografiades i lletres picants, com «El bimbó», «Macumba», «Carnaval, carnaval», «El africano», «El chiringuito», «La barbacoa», «El koumbó», «La paloma blanca», «Cuando suena el acordeón», «Cóctel tropical», «El dinosaurio», «Mi cafetal», «La cerveza» i d'altres. Els primers videoclips musicals que es van emetre a RTVE van ser de temes seus.
El 1974 va contreure matrimoni amb l'espanyola Emy, amb qui va tenir tres fills, nascuts a Madrid. Inicialment, la seva esposa era gogó als seus espectacles. Dos dels seus fills, Patricia i Paúl, formen el duo Calle París. Va morir el 3 de novembre de 2021 a l'Hospital Puerta de Hierro de Majadahonda (Comunitat de Madrid), a causa de les complicacions d'una operació de maluc.

## Discografia
- Por qué un pijama (1966)
- La contraprotesta (1967)
- Casatschok (1969)
- El dinosaurio (1972)
- El bimbó (1975)
- Campesino (1976)
- Mi cafetal (1977)
- A todo ritmo (1983)
- Arrasando (1984)
- El africano (1985)
- Macumba (1986)
- El negro no puede... (1987)
- El chiringuito (1988)
- Enróllate (1990)
- El veraneo (1993)
- Cachete, pechito y ombligo (1996)
- La duchita (1998)
- Vamos a la pista (2003)
- Dale, dale (2004)
- El rey del verano (2007)
- Los huevos (2010)
- La batidora (2012)
- La cerveza (2013)

## Cançons de l'estiu
- 1964 «Si yo canto»
- 1965 «Se acabó»
- 1966 «Ay, mamá! Mallorca!»
- 1967 «El mundo es así»
- 1969 «Casatschok»[2]
- 1970 «Santiago»
- 1972 «El dinosaurio»
- 1974 «La rana»
- 1975 «El bimbó»
- 1975 «Campesino»
- 1976 «Paloma blanca» (George Baker Selection)
- 1977 «Mi cafetal»
- 1977 «Eres como una paloma»
- 1980 «Moscú»
- 1980 «El jardín de Alá»
- 1982 «Koumbó»
- 1983 «Carnaval, Carnaval»[2]
- 1985 «El africano»
- 1986 «Macumba»[2]
- 1987 «El negro no puede...»[2]
- 1988 «El chiringuito»[2]
- 1994 «La barbacoa»[2]
- 2003 «Vamos a la pista»
- 2004 «Dale dale»
- 2007 «Mecagüentó»
- 2010 «La gallina cha-cha-cha»
- 2011 «El veranito»
- 2012 «A viajar»
- 2013 «La cerveza»
- 2017 «Viva el vino»
- 2018 «Buen rollinski»[2]

## Altres cançons
- 1985 «Tahití»
- 1985 «Es Karneval»
- 1985 «Llévame a la Costa del Sol»
- «La orca»
- «Simangue»
- 1985 «Levanta la moral»